# Народний письменник Таджикистану
Народний письменник Таджикистану (тадж. Нависандаи халқии Тоҷикистон) — почесне звання Республіки Таджикистан. Присвоєння звання регулюється статтею 20 Закону Республіки Таджикистан «Про державні нагороди Республіки Таджикистан» від 31 липня 2001 року.

## Народні письменники Таджикистану
Звання «Народний письменник Таджикистану»  удостоєні:
- Джалал Ікрамі
- Абдумалик Бахорі